# Lasioglossum oenotherae
Lasioglossum oenotherae är en biart som först beskrevs av Stevens 1920. Den ingår i släktet smalbin och familjen vägbin. Inga underarter finns listade i Catalogue of Life.

## Beskrivning
Ett avlångt bi med svart huvud och mellankropp. Hanen har dock delar av munskölden (clypeus) gula. Bakkroppen är mörkbrun och vingarna blekt brunaktiga. Huvud och mellankropp har gles, vitaktig behåring. Honorna har ingen egentlig pollenkorg på baklåren, utan bara en enkel rad med långa hår. Honan blir 8 till 8,5 mm lång, hanen 7 till 8 mm.

## Ekologi
Lasioglossum oenotherae är ett solitärt bi, men honorna gräver gärna sina bon i kolonier med så mycket som 25 bon per m2. Larvcellerna är samlade i en hop med direkt anslutning till utrymmet efter ingången, det saknar några tvärgångar till varje cell, något som är vanligt hos många andra arter av smalbin. Varje bo innehåller vanligen mellan 12 och 20 larvceller. I norra delen av utbredningsområdet brukar de första bona byggas i mitten av juni.
Arten är oligolektisk, den är specialiserad på dunörtsväxter, särskilt nattljus och storblommigt nattljus. Den har även påträffats på gullrissläktet (i familjen korgblommiga växter).

## Utbredning
Utbredningsområdet omfattar östra Nordamerika från sydöstra Ontario och södra Quebec i Kanada över New York, Massachusetts, Maryland, Virginia och North Carolina till Georgia. Enstaka förekomster finns längre västerut i Kansas och Louisiana.

## Bildgalleri

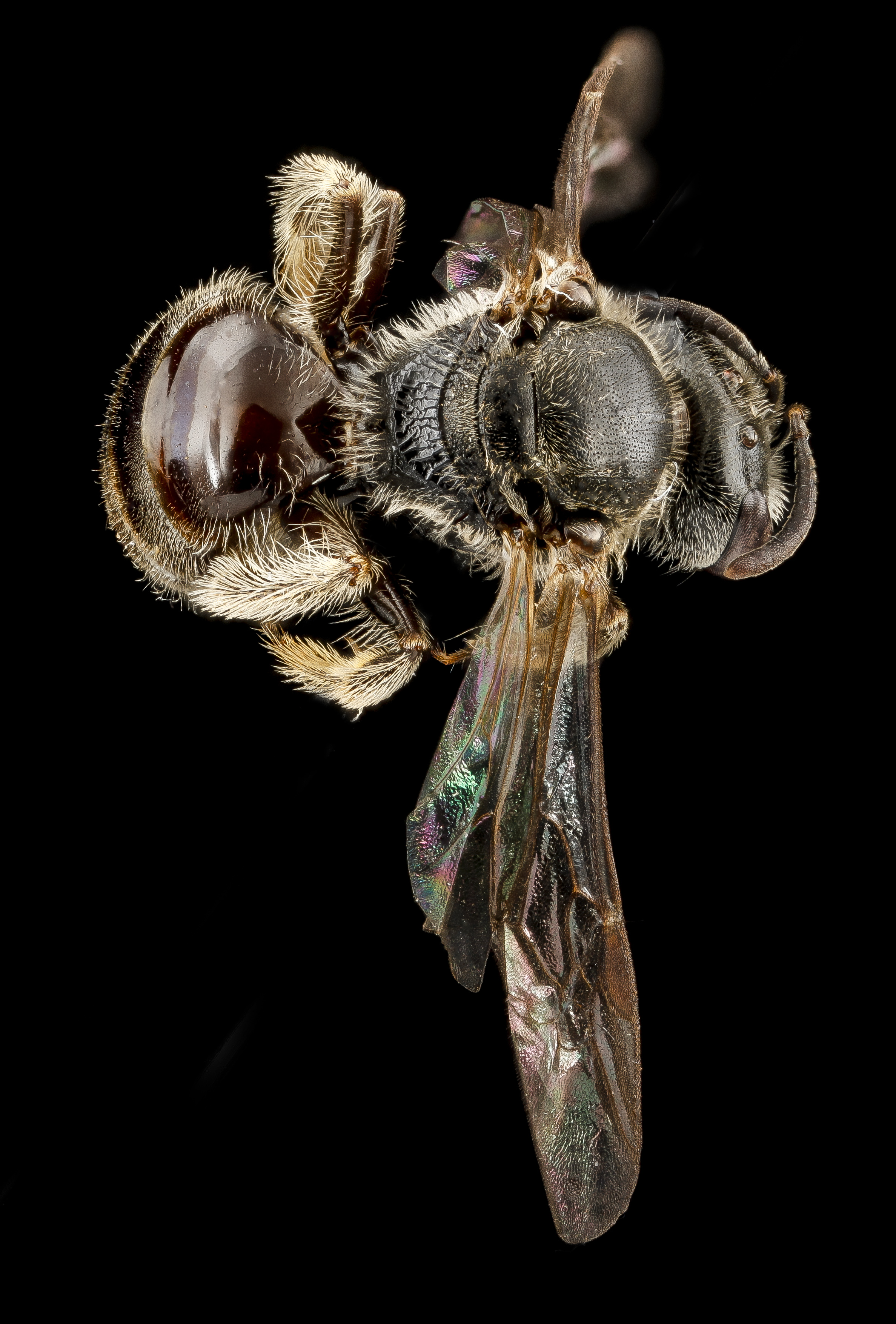
Hona, ryggsida.
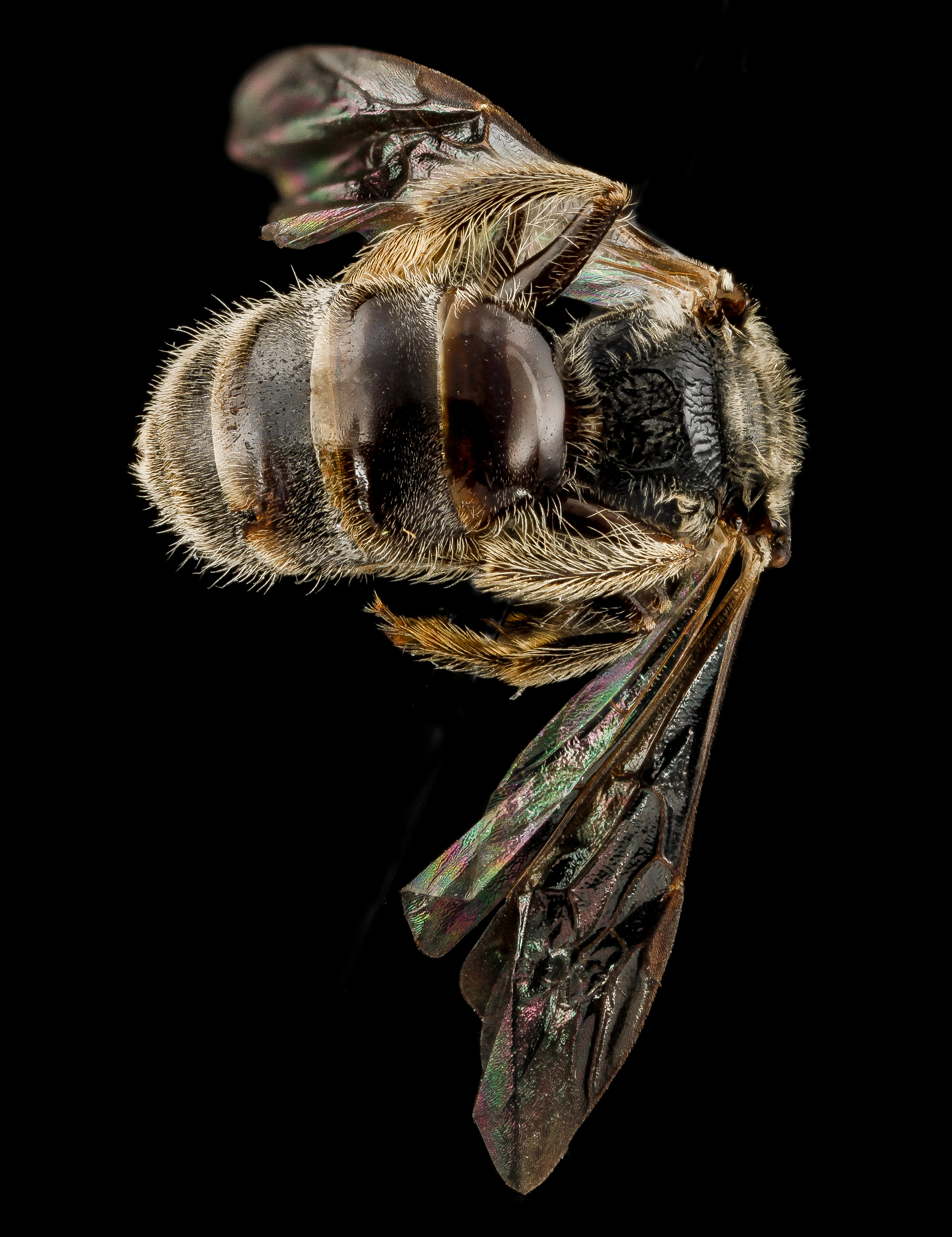
Hona, ryggsida.